# Permiso de conducir europeo
El permiso de conducir europeo es una autorización para la conducción de vehículos válida en todo el territorio del Espacio Económico Europeo (EEE), formado por la Unión Europea más Islandia, Liechtenstein y Noruega.
Este permiso fue introducido para reemplazar las 110 diferentes licencias de plástico y papel de conducción de los 300 millones de conductores en el EEE. El principal objetivo de la licencia es disminuir el riesgo de fraude.
| Versión alemana del permiso de conducir europeo | Versión alemana del permiso de conducir europeo |
| --- | ----------------------------------------------- |
| Parte anterior | Parte posterior                                 |
| |                                                 |
| 1. Apellido(s) 2. Nombre 3. Fecha y lugar de nacimiento 4. a) Fecha de expedición b) Fecha de expiración c) Expedido por 5. Número del permiso 6. Firma 7. Domicilio 8. Clase(s) 9. Válido desde el 10. Válido hasta el 11. Códigos |                                                 |

## Historia

### Permiso de conducir europeo Pre-1996
El primer paso para un permiso de conducción europeo fue tomado el 4 de diciembre de 1980, cuando el Consejo de Ministros de la UE adoptó la Directiva 80/1263/CEE del Consejo Europeo sobre el establecimiento de un permiso de conducir comunitario, que establecía una licencia nacional de modelo comunitario que garantiza el reconocimiento mutuo por los Estados miembros de las licencias nacionales. Asimismo, se estableció la práctica del canje de los permisos de los titulares que se desplazan de un Estado miembro a otro.

### Permiso de conducción europeo desde 1996
El 29 de julio de 1991, el Consejo de Ministros adoptó la Directiva del Consejo 91/439/CEE sobre el permiso de conducción. La Directiva exige a los Estados miembros adoptar leyes de aplicación la Directiva antes del 1 de julio de 1994, las cuales entrarían en vigor el 1 de julio de 1996. La Directiva 80/1263/CEE sería derogada en la misma fecha. La Directiva 91/439/CEE especificaba la licencia de conducir de la  Unión Europea hasta su derogación el 19 de enero de 2013.

#### Disposiciones
La Directiva armoniza las categorías de permisos de conducción entre los Estados miembros y establece dos modelos de licencia de conducir de la Comunidad, una versión en papel y una versión de tarjeta de plástico. Además, establece una prueba obligatoria de conocimientos (teoría) y una prueba de aptitud y comportamiento (práctica) que tienen que ser superadas con éxito antes de que a un individuo se le conceda un permiso de conducir. También requiere que se le compruebe al solicitante cumplir con las normas mínimas de aptitud física y mental para conducir. La directiva especifica la edad mínima para conducir diferentes tipos de vehículos, y establece el acceso progresivo en las categorías A, C, y D, de los vehículos ligeros a los vehículos más grandes o más potentes. La directiva establece que es obligatorio tener la residencia normal en el Estado miembro que expida la licencia.

#### Enmiendas
La Directiva ha sido modificada sustancialmente por nueve directivas y dos actos de adhesión. La versión de la tarjeta de plástico del modelo de licencia comunitaria, por ejemplo, se añadió por la Directiva del Consejo 96/47/CE, de 23 de julio de 1996.

### Permiso de conducción europeo a partir de 2013
En marzo de 2006, el Consejo de Ministros adoptó una propuesta de Directiva por la Comisión Europea para crear un solo permiso de conducción europeo para reemplazar los 110 modelos diferentes que existían entonces en toda la UE / EEE. El Parlamento Europeo ha adoptó la Directiva en diciembre de 2006. La Directiva 2006/126/EEC se publicó en el Diario Oficial de la Unión Europea el 30 de diciembre de 2006. Sus disposiciones entraron en vigor el 19 de enero de 2013; La Directiva 91/439/CEE fue derogada simultáneamente.
La Directiva menciona que tiene relevancia en el EEE, lo que significa que sus disposiciones se aplican también a Islandia, Noruega y Liechtenstein, además de en la UE.

#### Disposiciones
La licencia tiene un estilo de tarjeta de crédito, documento recubierto de plástico único, muy difícil de falsificar. El documento será renovable cada 10 o 15 años, dependiendo del Estado miembro. Los distintos Estados miembros tendrán la opción de incluir un microchip que contiene información sobre el titular del permiso. Esto será muy útil porque la policía puede acceder al permiso de conducir en su propio idioma. Esto resolvería el problema de los tres tipos de alfabeto (latín, griego y cirílico) utilizados en el EEE. Además, los campos de la licencia de conducir se numeran de manera uniforme, lo que permite a la policía descifrar el significado de los campos que no tienen acceso electrónico.
Algunas categorías, como las C y D se emitirán por solo cinco años. Después de la expiración, un chequeo médico es necesario para renovar la licencia por otros cinco años.
La Directiva dispone que a partir de los 50 años de edad, las autoridades nacionales podrá aumentar la frecuencia con la que el documento deberá ser renovado.

## Categorías del permiso de conducción europeo
Las categorías del permiso vienen determinadas por la Directiva 2006/126/CE. Estas categorías son válidas en todos los países del Espacio Económico Europeo.
| Clase                             | Descripción | Edad mínima                                 | Prueba de control de conocimientos | Prueba práctica | Incluye           |
| --------------------------------- | --- | ------------------------------------------- | ---------------------------------- | --------------- | ----------------- |
| Ciclomotores                      | |                                             |                                    |                 |                   |
| AM                                | Ciclomotores de dos o tres ruedas, o cuatriciclos ligeros (cuya masa en vacío sea inferior o igual a 350 kg, no incluida la masa de las baterías para los vehículos eléctricos), cuya velocidad máxima por construcción no sea superior a 45 km/h (a excepción de aquellos cuya velocidad máxima no supere los 25 km/h) y con una cilindrada máxima de 50 c.c. si el motor es de combustión interna o de encendido por chispa, o una potencia máxima de 4 kW para los demás motores. En algunos países no se permite el transporte de acompañantes hasta cumplir los 18 años. | 16 años (14 a 18 años)                      | sí                                 | sí              |                   |
| Motocicletas y triciclos de motor | |                                             |                                    |                 |                   |
| A1                                | Motocicletas (vehículos a motor de dos ruedas con o sin sidecar) con una cilindrada máxima de 125 c.c., una potencia máxima de 11 kW (15 CV) y una relación potencia/peso no superior a 0.1 kW/kg. Triciclos de motor (de tres ruedas simétricas) con una potencia máxima de 15 kW (20 CV). | 16 años (16 a 18 años)                      | sí                                 | sí              | AM                |
| A2                                | Motocicletas con una potencia máxima de 35 kW (47 CV) y con una relación potencia/peso no superior a 0.2 kW/kg y no derivadas de un vehículo con más del doble de su potencia. | 18 años (2 años más que para el permiso A1) | sí                                 | sí              | AM, A1            |
| A                                 | Motocicletas de cualquier potencia y peso. Triciclos de motor con una potencia superior a 15 kW (20 CV). Si se obtiene el permiso antes de los 21 años, no se permite la conducción de los triciclos autorizados por este permiso hasta cumplir dicha edad. | 20 años (2 años más que para el permiso A2) | sí                                 | sí              | AM, A1, A2        |
| Automóviles                       | |                                             |                                    |                 |                   |
| B1                                | Cuatriciclos cuya masa en vacío sea inferior o igual a 400 kg (550 kg para los vehículos destinados al transporte de mercancías), sin incluir la masa de las baterías para los vehículos eléctricos, y con un motor cuya potencia máxima sea inferior o igual a 15 kW (20 CV). La categoría B1 es opcional; en los estados que no introduzcan esta categoría de permiso de conducción, se necesitará obtener un permiso de categoría B para conducir dichos vehículos. No obstante el permiso B1 es reconocido por todos los estados donde es válido el permiso europeo, por lo que en caso de haberlo obtenido en otro estado, será válido para conducir los vehículos autorizados por este permiso incluso en aquellos estados que no ofrezcan esta categoría. | 16 años (16 a 18 años)                      | sí                                 | sí              | AM                |
| B                                 | Automóviles con una m.m.a. (masa máxima autorizada) que no exceda de 3500 kg y que estén diseñados y construidos para el transporte de no más de ocho pasajeros además del conductor. Dichos automóviles podrán llevar enganchado un remolque cuya m.m.a. no exceda de 750 kg. Conjuntos de vehículos acoplados compuestos de un vehículo tractor de los que autoriza a conducir el permiso B y un remolque cuya m.m.a. exceda de 750 kg, siempre que la m.m.a. del conjunto no exceda de 4250 kg. Mediante la superación de una formación y/o una prueba de aptitud y comportamiento, se elevará la m.m.a. del conjunto de vehículos hasta los 4250 kg, haciendo constar este hecho en el permiso. A los titulares de permisos B de algunos países, se les permite conducir también los vehículos autorizados con el permiso A1 (solo en el país donde se ha expedido el permiso) con algunas restricciones. Igualmente, a los titulares de permisos B de algunos países, se les permite conducir también triciclos y cuatriciclos de motor (solo en el país donde se ha expedido el permiso). Para los triciclos de motor con una potencia superior a los 15 kW (20 CV), se exige tener cumplidos al menos 21 años. | 18 años (17 o 18 años)                      | sí                                 | sí              | B1, AM            |
| BE                                | Conjunto de vehículos acoplados compuesto por un vehículo tractor de los que autoriza a conducir el permiso B y un remolque o semirremolque cuya m.m.a. no exceda de 3500 kg. | Misma que para el permiso B                 | sí                                 | sí              | B                 |
| Vehículos de mercancías           | |                                             |                                    |                 |                   |
| C1                                | Automóviles distintos de los que autoriza a conducir el permiso D1 o D, cuya m.m.a. exceda de 3500 kg y no sobrepase los 7500 kg, diseñados y construidos para el transporte de no más de ocho pasajeros además del conductor. Dichos automóviles podrán llevar enganchado un remolque cuya m.m.a. no exceda de 750 kg. | 18 años                                     | sí                                 | sí              | B                 |
| C1E                               | Conjunto de vehículos acoplados compuesto por un vehículo tractor de los que autoriza a conducir el permiso B o C1 y un remolque o semirremolque, siempre que la m.m.a. del conjunto así formado no exceda de 12 000 kg. | 18 años                                     | sí                                 | sí              | B, BE, C1         |
| C                                 | Automóviles distintos de los que autoriza a conducir el permiso de las clases D1 o D, cuya m.m.a. exceda de 3500 kg, diseñados y construidos para el transporte de no más de ocho pasajeros además del conductor. Dichos automóviles podrán llevar enganchado un remolque cuya m.m.a. no exceda de 750 kg. | 21 años                                     | sí                                 | sí              | B, C1             |
| CE                                | Conjunto de vehículos acoplados compuesto por un vehículo tractor de los que autoriza a conducir el permiso C y un remolque o semirremolque cuya m.m.a. exceda de 750 kg. Si el titular posee el permiso D, se obtiene también el permiso DE. | 21 años                                     | sí                                 | sí              | B, BE, C1, C1E, C |
| Autobuses                         | |                                             |                                    |                 |                   |
| D1                                | Automóviles diseñados y construidos para el transporte de un máximo de 16 pasajeros, además del conductor, y con una longitud máxima de 8 metros. Dichos automóviles podrán llevar enganchado un remolque cuya m.m.a. no exceda de 750 kg. | 21 años                                     | sí                                 | sí              | B                 |
| D1E                               | Conjunto de vehículos acoplados compuesto por un vehículo tractor de los que autoriza a conducir el permiso D1 y un remolque o semirremolque cuya m.m.a. exceda de 750 kg. | 21 años                                     | sí                                 | sí              | B, BE, D1         |
| D                                 | Automóviles diseñados y construidos para el transporte de más de 16 pasajeros, además del conductor. Dichos automóviles podrán llevar enganchado un remolque cuya m.m.a. no exceda de 750 kg. Incluye buses articulados. | 24 años                                     | sí                                 | sí              | B, D1             |
| DE                                | Conjunto de vehículos acoplados compuesto por un vehículo tractor de los que autoriza a conducir el permiso D y un remolque o semirremolque cuya m.m.a. exceda de 750 kg. | 24 años                                     | sí                                 | sí              | B, BE, D1, D1E, D |

1. ↑  Todos los permisos podrán tener limitaciones en los vehículos autorizados, atendiendo a las circunstancias personales del conductor. Por ejemplo, el permiso AM podrá estar limitado a la conducción de ciclomotores de tres ruedas y cuatriciclos ligeros.
2. ↑  Los países pueden modificar la edad mínima para la obtención del permiso de cada categoría dentro del margen establecido. En el caso de obtener el permiso en algún país con una edad mínima inferior a la general, solo será válido en el país emitido hasta que el titular cumpla la edad mínima general establecida.
3. 1 2  Los Estados miembros, en los permisos expedidos en su territorio, podrán limitar las equivalencias de la categoría AM a las categorías A1, A2 y A, siempre que dichos Estados impongan un examen práctico como condición para obtener la categoría indicada.

## Categorías nacionales
| Clase     |                                                   | Edad     |
| Alemania  | Alemania                                          | Alemania |
| --------- | ------------------------------------------------- | -------- |
| BF17      | Conducción acompañada (también válido en Austria) | 17       |
| Austria   |                                                   |          |
| F         | Tractores                                         | 16       |
| Bulgaria  |                                                   |          |
| TKT       | Tractores                                         | 16       |
| TTB       | Trolebús                                          |          |
| TTM       | Tranvía                                           |          |
| Eslovenia |                                                   |          |
| F         | Tractores                                         | 16       |
| Hungría   |                                                   |          |
| M         | Ciclomotor                                        | 14       |
| K         | Tractor (2 ruedas)                                | 16       |
| T         | Tractor (Máx. 2 tráileres)                        | 21       |
| TR        | Trolebús                                          | 20       |
| V         | Tranvía                                           | 20       |
| Irlanda   |                                                   |          |
| W         | Vehículos de trabajo y tractores                  | 16       |
| Letonia   |                                                   |          |
| B 96      | Tráileres (máx. de 4250 kg)                       | 18       |
| TRAM      | Tranvías                                          |          |
| TROL      | Trolebuses                                        |          |
| Noruega   |                                                   |          |
| S         | Motos de nieve                                    | 16       |
| T         | Tractores                                         | 16       |
| B 96      | Tráileres (máx. de 4250 kg)                       | 18       |
| Polonia   |                                                   |          |
| T         | Tractores                                         | 16       |

Además de las categorías reconocidas a nivel europeo, existen más categorías nacionales para algunos tipos de vehículos, y las categorías militares como para la conducción de tanques. Estas categorías no están armonizadas a nivel europeo, por lo que solo son válidas en el país de emisión del permiso.

## España

### Obtención del permiso B
A continuación se muestran los pasos principales para la obtención del carné de conducir. Se divide en dos fases, examen teórico y práctico. Ambos exámenes pueden ser preparados por libre o vía autoescuela. 
Reconocimiento psicofísico
Antes de examinarse es necesario hacer un test psicotécnico y un reconocimiento médico en uno de los centros de reconocimiento de conductores autorizados por la DGT. El precio oscila entre 40-50 €.
Examen teórico
- Autoescuela: las clases tienen un coste aproximado de 200-250 €. Debe añadirse el pago del reconocimiento médico (40-50 €) y las tasas (93,12 €).
- Libre: para la realización del examen teórico es necesario solicitar cita previa[6] en una jefatura de tráfico, donde se debe aportar:[7]
  - DNI y una fotocopia del mismo.
  - Documento conforme se ha superado el reconocimiento médico.

El examen implica el pago de una tasa de 93,12 €. Se puede pagar previamente en entidad bancaria mediante el impreso 791. El pago de las tasas da derecho a 2 oportunidades para el examen. Se pueden realizar simulacros de examen en la web de la DGT.
Examen práctico
Los criterios de calificación pueden ser consultados en la web de CNAE.
- Autoescuela: cada práctica tiene un coste en las autoescuelas de 24-29 € aproximadamente. Realizar el examen cuesta alrededor de 40-60 €. Las autoescuelas están obligadas a informar de su porcentaje de aprobados.
- Libre: realizar las prácticas por libre implica disponer de un coche con doble mando instalado. El coste de la instalación es de alrededor de 500 € en un taller.

Límite de suspensos
Si se excede el límite de suspensos, debe de abonarse de nuevo las tasas (92,20 €) y en el caso de las autoescuelas tramitar de nuevo el expediente (200 €).

### Permiso desaparecido
| Clase | Descripción | Desaparecido            | Observaciones |
| ----- | --- | ----------------------- | --- |
| BTP   | Vehículos prioritarios (ambulancias, policía, etc.) cuando circulen en servicio urgente, vehículos que realicen transporte escolar cuando transporten escolares y vehículos destinados al transporte público de viajeros (como taxis) en servicio de tal naturaleza, todos ellos con una masa máxima autorizada no superior a 3500 kg, y cuyo número de asientos, incluido el del conductor, no exceda de nueve. | 31 de diciembre de 2015 | Los vehículos para los que se requería este permiso, actualmente se pueden conducir con el permiso correspondiente, sin distinguir la finalidad para la que se usa el vehículo (por ejemplo: los taxis se pueden conducir con el permiso B). |